# Municipio de Beaver (condado de Mahoning)
El municipio de Beaver (en inglés: Beaver Township) es un municipio ubicado en el condado de Mahoning en el estado estadounidense de Ohio. En el año 2010 tenía una población de 6711 habitantes y una densidad poblacional de 73,32 personas por km².

## Geografía
El municipio de Beaver se encuentra ubicado en las coordenadas 40°56′43″N 80°41′9″O / 40.94528, -80.68583. Según la Oficina del Censo de los Estados Unidos, el municipio tiene una superficie total de 91.53 km², de la cual 87.35 km² corresponden a tierra firme y (4.57%) 4.18 km² es agua.

## Demografía
Según el censo de 2010, había 6711 personas residiendo en el municipio de Beaver. La densidad de población era de 73,32 hab./km². De los 6711 habitantes, el municipio de Beaver estaba compuesto por el 97.45% blancos, el 0.86% eran afroamericanos, el 0.09% eran amerindios, el 0.54% eran asiáticos, el 0.04% eran isleños del Pacífico, el 0.09% eran de otras razas y el 0.92% pertenecían a dos o más razas. Del total de la población el 1.04% eran hispanos o latinos de cualquier raza.